# پادشاهی سیتی، میسوری
پادشاهی سیتی (به انگلیسی: Kingdom City) یک روستا (ایالات متحده آمریکا) در ایالات متحده آمریکا است که در شهرستان کالاوی، میزوری واقع شده‌است.
 پادشاهی سیتی ۴٫۷۳ کیلومتر مربع مساحت و ۱۲۸ نفر جمعیت دارد و ۲۶۰٫۹۱ متر بالاتر از سطح دریا واقع شده‌است.